# Дивљи у срцу
Дивљи у срцу (енгл. Wild at Heart) је криминалистички црнохуморни љубавни трилер филм из 1990. у режији Дејвида Линча према истоименом роману Берија Гифорда из 1989. године. Главне улоге тумаче Николас Кејџ и Лора Дерн. Филм је награђен Златном палмом на Филмском фестивалу у Кану 1990. године. Дивљи у срцу прича причу о Сејлору Риплију (Кејџ) и Лули Пејс Форчун (Дерн), младом пару из Кејп Фира у Северној Каролини, који беже од Лулине доминантне мајке и гангстера које унајмљује да убију Сејлора.

## Радња
Љубавници Лула (Лора Дерн) и Сејлор (Николас Кејџ) налазе се раздвојени након што Сејлор оде у затвор након што је убио човека ножем у самоодбрани (Грег Дендриџ) кога је унајмила Лулина мајка Маријета Фортун (Дајан Лед). На крају Сејлорове казне, Лула га покупи из затвора и пружи му јакну од змијске коже, коју он са задовољством прихвата. Касније, Лула и Сејлор одлучују да побегну у Калифорнију, чиме су прекршили Сејлорову условну слободу. Лулина мајка убеђује свог љубавника, приватног детектива Џонија Фарагута (Хари Дин Стентон), да пронађе Лулу и врати је назад. Тајно од Џонија, Маријета се такође окреће гангстеру Марселосу Сантосу (Џ.Е. Фриман), који је заљубљен у њу, да пронађе и убије Сејлора. Сантос се слаже, али у исто време наређује убиство Џонија Фарагута.
Несвесни свега овога, Лула и Сејлор путују у Калифорнију док не буду сведоци онога што Лула каже да је лош знак: виде последице саобраћајне несреће и једину преживелу у њој, младу девојку (Шерилин Фен), која умире испред њих. Стижу у град који се зове Биг Туна у Тексасу, где се Сејлор састаје са „старом пријатељицом“ Пердитом Дуранго (Изабела Роселини) која им може помоћи. Тамо упознају извесног Бобија Перуа (Вилем Дефо). Лула сазнаје да је трудна. Током Сејлоровог одсуства, Боби Перу долази у Лулину собу и прети да ће је натерати на секс, али у последњем тренутку, смејући се, одлази. Боби убеђује Сејлор да почини пљачку са њим, на шта Сејлор на крају пристаје. Током пљачке, Перу, неочекивано за Сејлора, пуца у службеника и каже Сејлору да је он следећи. Али заменик шерифа интервенише и пуца у Бобија два пута, а док он пада, Боби случајно пуца себи у главу из сачмаре. Сејлор је ухапшен и враћен у затвор.
Пет година и десет месеци касније, Лула и њен син (Глен Вокер Харис млађи) упознају Сејлора. Међутим, Сејлор одлучује да им је боље без њега и напушта их. Након што је мало прошетао, изненада примећује да је окружен чудним, разбојничким људима. Застаје и грубо пита шта им треба. Он је тучен; и док је у несвести, Добра вила (Шерил Ли) долази до њега и убеђује га да се не окреће од љубави. Сејлор се буди, извињава онима који су га тукли, говорећи да су га научили лекцију, и јури да сустигне Лулу и њеног сина. Нашавши их у саобраћајној гужви, јури ка њима право на кровове аутомобила. Филм се завршава тако што Сејлор стоји на хауби и пева „Love Me Tender“ Елвиса Прислија за Лулу.

## Улоге
| Глумац             | Улога                          |
| ------------------ | ------------------------------ |
| Николас Кејџ       | Сејлор Рипли                   |
| Лора Дерн          | Лула Пејс Форчун               |
| Вилем Дафо         | Боби Перу                      |
| Криспин Главер     | Дел                            |
| Дајан Лед          | Маријета Форчун                |
| Изабела Роселини   | Пердита Дуранго                |
| Хери Дин Стентон   | Џони Фарагут                   |
| Џ. Е. Фриман       | Марселус Сантос                |
| Грејс Забриски     | Хуана Дуранго                  |
| Шерилин Фен        | девојка у саобраћајној несрећи |
| Калвин Локхарт     | Реџи                           |
| Франсес Беј        | Мадам                          |
| Шерил Ли           | Добра вила                     |
| Дејвид Патрик Кели | Дропшедоу                      |
| Пруит Тејлор Винс  | Бади                           |
| Џек Ненс           | Две нуле спул                  |
| Џон Лури           | Спарки                         |